# Delphacodes fairmairei
Delphacodes fairmairei är en insektsart som först beskrevs av Jean Pierre Omer Anne Édouard Perris 1857.  Delphacodes fairmairei ingår i släktet Delphacodes och familjen sporrstritar. Utöver nominatformen finns också underarten D. f. signicollis.